# 麥克·麥卡錫
麥克·麥卡錫（英語：Mike McCarthy；1981年11月27日—）是一位愛爾蘭橄欖球運動員。他是愛爾蘭國家橄欖球隊的一員，代表愛爾蘭參加了2015年世界盃橄欖球賽。